# Verhoudingssnijdende cirkel
Een verhoudingssnijdende cirkel is een cirkel die koorden van de zijden van een driehoek afsnijdt in de verhouding {\displaystyle a:b:c}. Het begrip is door de Duitse wiskundige Ludwig Stammler geïntroduceerd.

## Hyperbool van Stammler
De middelpunten van de verhoudingssnijdende cirkels liggen op de gelijkzijdige hyperbool die wordt bepaald door de middelpunten van de om-, in- en aangeschreven cirkels. Deze hyperbool wordt de hyperbool van Stammler genoemd. Niet de hele hyperbool is de meetkundige plaats van deze punten, maar alleen twee door de middelpunten van aan- en ingeschreven cirkels begrensde bogen.
Het punt van Lemoine ligt ook op de hyperbool van Stammler, maar is in het algemeen niet een middelpunt van een verhoudingssnijdende cirkel.
In barycentrische coördinaten is de vergelijking van de hyperbool van Stammler gegeven door
{\displaystyle {\frac {b^{2}-c^{2}}{a^{2}}}x^{2}+{\frac {c^{2}-a^{2}}{b^{2}}}y^{2}+{\frac {a^{2}-b^{2}}{c^{2}}}z^{2}=0.}

## Aantallen
Laat {\displaystyle a',b'} en {\displaystyle c'} de lengtes zijn van de door een verhoudingssnijdende cirkel afgesneden koorden en laat
{\displaystyle t={\frac {a'}{a}}={\frac {b'}{b}}={\frac {b'}{b}}}
dan is er een van de vorm van {\displaystyle ABC} afhankelijk getal {\displaystyle s>1} zodat het aantal verhoudingssnijdende cirkels met verhouding {\displaystyle t} gelijk is aan
- vier als {\displaystyle t<s},
- drie als {\displaystyle t=s},
- twee als {\displaystyle t>s}.

Als {\displaystyle t>s} vormen de vier bijbehorende middelpunten een hoogtepuntssysteem waarvan de omgeschreven cirkel de negenpuntscirkel is. Als {\displaystyle t=s} vormen de daarbij behorende middelpunten een rechthoekige driehoek met rechthoekshoekpunt op de omgeschreven cirkel.

## Voorbeelden
- De omgeschreven cirkel en de cirkels van Stammler zijn verhoudingssnijdende cirkels. De in- en aangeschreven cirkels worden wel als limietgevallen beschouwd.

- De hoekpunten van de anti-ceva-driehoek van het middelpunt van de omgeschreven cirkels zijn ook middelpunten van verhoudingssnijdende cirkels, die door het corresponderende hoekpunt van de oorspronkelijke driehoek gaan.